# Jiří Matoušek (basketbalista)
Jiří Matoušek (16. srpna 1927 – 14. března 2012) byl československý basketbalista, a trenér. Je zařazen na čestné listině mistrů sportu.
V československé basketbalové lize hrál v letech 1948–1959 celkem 12 sezón a dosáhl 10 medailových umístění. Hrál za Spartu Praha tři sezóny (1948–1951, 3× 2. místo), za ÚDA Praha šest sezón (1951–1956, 3× mistr Československa, 1× vicemistr) a za Slovan Orbis Praha tři sezóny (1956–1959, 2× mistr, 1× vicemistr), když v poslední sezóně vykonával funkci trenéra.
S týmem Slovan Orbis Praha se zúčastnil dvou ročníků Poháru evropských mistrů, v roce 1958 hráli v základní skupině, v roce 1960 se probojovali až do semifinále, kde podlehli vítězi poháru ASK Rīga.
Za reprezentační družstvo Československa hrál na Olympijských hrách 1952 v Helsinkách (10. místo) a na dvou Mistrovství Evropy – 1951 Paříž (2. místo), 1955 Budapešť (2. místo), na obou získal stříbrnou medaili. Za reprezentaci Československa v letech 1950 až 1957 celkem odehrál 61 zápasů. 

## Sportovní kariéra

### Hráč klubů
- 1948–1951 Sparta Praha – 3× vicemistr (1949–1951)
- 1951–1956 ÚDA Praha – 3× mistr Československa (1954–1956), vicemistr (1953), 4. místo (1951)
- 1956–1959 Slovan Orbis Praha, 2× mistr Československa (1957, 1959), 1× vicemistr (1958)
- úspěchy:
- československá basketbalová liga celkem 10 medailových umístění: 5× mistr Československa (1954–1957, 1959), 5× vicemistr (1949–1951, 1953, 1958)

- FIBA – Pohár evropských mistrů – (Slovan Praha Orbis): 2× účast (1958, 1960), v roce 1960 postup až do semifinále (vyřazeni vítězem poháru ASK Riga)

### Československo
- Olympijské hry – 1952 Helsinki (4 body /3 zápasy) 10. místo z 23 národních týmů

- Mistrovství Evropy – 1951 Paříž (23 bodů /7 zápasů), 1955 Budapešť (47 /9), na dvou ME celkem 17 bodů v 16 zápasech,
- 2× vicemistr Evropy (1951, 1955)
- Za československou basketbalovou reprezentaci Československa v letech 1950 až 1957 hrál 61 zápasů, z toho 19 na OH a ME, v nichž zaznamenal 74 bodů

### Trenér
- 1958–1959 Slovan Orbis Praha, mistr Československa (1959)